# Ortigosa de Cameros
Ortigosa de Cameros település Spanyolországban, La Rioja autonóm közösségben. Ortigosa de Cameros Brieva de Cameros, El Rasillo de Cameros, Pradillo, Villanueva de Cameros és Villoslada de Cameros községekkel határos. Lakosainak száma 216 fő (2024).

## Népesség
A település népessége az elmúlt években az alábbi módon változott:
| Lakosok száma | 314  | 306  | 294  | 288  | 280  | 264  | 241  | 229  | 219  | 216  |
|               | 2001 | 2004 | 2007 | 2009 | 2012 | 2014 | 2017 | 2019 | 2022 | 2024 |